# Matka Królów (phim)
Matka Królów (tiếng Anh: The Mother of Kings) là một bộ phim chính kịch Ba Lan năm 1982, do Janusz Zaorski đạo diễn. Bộ phim ngay lập tức bị Chính quyền Cộng sản ở Ba Lan cấm công chiếu. Một phiên bản phát hành thích hợp được sản xuất vào năm 1987. Phim tham dự Liên hoan phim Quốc tế Berlin lần thứ 38 và giành  giải Gấu bạc.

## Nội dung
Phần đầu của phim lấy bối cảnh Ba Lan năm 1930. Lucja Krol, một phụ nữ thuộc tầng lớp lao động có chồng mình qua đời do bị xe điện cán qua. Ngay sau đó, cô sinh đứa con trai thứ tư trong căn hộ của cô. Người hàng xóm của Lucja tên là Wiktor, một trí thức Cộng sản, cố gắng giúp đỡ Lucja và các con của cô thoát kiếp nghèo khó, nhưng bị bắt và bỏ tù bởi chế độ cánh hữu lúc Ba Lan thời tiền chiến. Sau đó là những năm đen tối của sự chiếm đóng của Đức. Lucja tránh được vòng vây của Đức Quốc xã. Con trai Lucja gia nhập Cộng sản và tổ chức các cuộc họp sôi nổi trong căn hộ của họ. Lucja tiếp tục làm việc chăm chỉ và không phàn nàn. Sau chiến tranh, những người con Cộng sản nắm quyền ở Ba Lan - nhưng thay vì được khen thưởng vì sự phục vụ trung thành, con trai tên là Klemens bị chế độ mới bắt bớ mà không có lời giải thích nào. Anh trai là Wiktor, lúc đó giữ một vị trí cao cấp trong Đảng Cộng sản, cố gắng bảo vệ em trai mình nhưng không làm gì được. Klemens trải qua những ngày tra tấn, ép cung để buộc phải đưa ra "lời thú tội" không có thực, và đã chết trong tù với tư cách là một người Cộng sản trung thành. Tuy nhiên người mẹ Lucja không nắm bất cứ thông tin gì và nhưng gì đã xảy ra với Klemens.

## Diễn viên
- Magda Teresa Wójcik trong vai Lucja Król
- Zbigniew Zapasiewicz trong vai Wiktor Lewen
- Franciszek Pieczka trong vai Cyga
- Bogusław Linda trong vai Klemens Król
- Adam Ferency trong vai Zenon Król
- Michal Juszczakiewicz trong vai Stas Król
- Krzysztof Zaleski trong vai Roman Król
- Joanna Szczepkowska trong vai Marta Stecka / Stecka-Król
- Zbigniew Zamachowski
- Henryk Bista trong vai Grzegorz Wiechra
- Zbigniew Bielski trong vai Kogut
- Tadeusz Huk trong vai Renard
- Jerzy Trela trong vai Hiszpan
- Stanislaw Kwaskowski trong vai Dentysta